# Live Version
「Live Version」（ライブ・バージョン）は、CoCoの5枚目のシングル。1991年1月1日にポニーキャニオンから発売された。

## 概要
- ニッポン放送交通情報のBGM(インストゥルメンタルのみ)として、1990年12月から1991年2月頃までの間、使用されていた。

## 収録曲
（全作詞：田口俊／編曲：中村哲）
1. Live Version [4:17]
作曲：都志見隆
2. 神様はいじわるじゃない [4:34]
作曲：羽田一郎

## カタログ
- 8cmCD：PCDA-00146 ￥777（税抜価格）
- カセット：PCSA-00098 ￥777（税抜価格）- A面：歌入り、B面：オリジナル・カラオケ